# 99 Luftballons
99 Luftballons – piosenka niemieckiej wokalistki Neny, wydana na singlu w 1983 roku. W 1984 roku ukazał się singiel z anglojęzyczną wersją utworu „99 Red Balloons”. Jest to tzw. protest song. Piosenka zajmowała wysokie miejsca na światowych listach przebojów, m.in. 2. na amerykańskiej „Billboard” Hot 100, 1. na brytyjskiej Official Singles Chart Top 100 i 1. na niemieckiej Top 100 Singles.

## Listy przebojów

### Wersja niemiecka
| Kraj              | Lista                          | Pozycja |
| ----------------- | ------------------------------ | ------- |
| Australia         | Top 25 singles                 | 1       |
| Austria           | Ö3 Austria Top 40              | 1       |
| Belgia            | Ultratop 50 Singles (Flandria) | 1       |
| Europa            | European Hot 100               | 1       |
| Niemcy            | Top 100 Singles                | 1       |
| Włochy            | FIMI Singles Chart             | 21      |
| Japonia           | Oricon Singles Chart           | 16      |
| Holandia          | Single Top 100                 | 1       |
| Nowa Zelandia     | Top 40 Singles Chart           | 1       |
| Norwegia          | VG-Lista                       | 4       |
| Polska            | LP3                            | 23      |
| Hiszpania         | AFYVE                          | 10      |
| Szwecja           | Sverigetopplistan              | 1       |
| Szwajcaria        | Singles Top 75                 | 1       |
| Stany Zjednoczone | Hot 100                        | 2       |

| Kraj       | Lista                          | Pozycja |
| ---------- | ------------------------------ | ------- |
| Austria    | Ö3 Austria Top 40              | 17      |
| Belgia     | Ultratop 50 Singles (Flandria) | 27      |
| Niemcy     | Top 100 Singles                | 2       |
| Włochy     | FIMI Singles Chart             | 83      |
| Holandia   | Dutch Top 40                   | 14      |
| Holandia   | Single Top 100                 | 5       |
| Szwajcaria | Singles Top 75                 | 6       |

| Kraj              | Lista          | Pozycja |
| ----------------- | -------------- | ------- |
| Australia         | Top 25 singles | 18      |
| Francja           | IFOP           | 16      |
| Stany Zjednoczone | Hot 100        | 28      |
| Stany Zjednoczone | Cash Box       | 31      |

#### Certyfikacje i sprzedaż
| Kraj                                      | Certyfikacja | Sprzedaż   | Źr.    |
| ----------------------------------------- | ------------ | ---------- | ------ |
| Francja                                   | złoto        | 766 000    | [ 28 ] |
| Niemcy                                    | złoto        | 250 000*   | [ 29 ] |
| Stany Zjednoczone                         | złoto        | 1 000 000* | [ 30 ] |
| Sprzedaż oparta wyłącznie na certyfikacji |              |            |        |

### Wersja angielska
| Kraj              | Lista                          | Pozycja |
| ----------------- | ------------------------------ | ------- |
| Kanada            | CHUM                           | 1       |
| Kanada            | Canada Top Singles             | 1       |
| Irlandia          | Irish Singles Chart            | 1       |
| Wielka Brytania   | Official Singles Chart Top 100 | 1       |
| Południowa Afryka | Springbok Radio                | 3       |

| Kraj   | Lista           | Pozycja |
| ------ | --------------- | ------- |
| Kanada | Top 100 Singles | 13      |

#### Certyfikacje i sprzedaż
| Kraj                                      | Certyfikacja | Sprzedaż | Źr.    |
| ----------------------------------------- | ------------ | -------- | ------ |
| Kanada                                    | platyna      | 100 000* | [ 36 ] |
| Wielka Brytania                           | złoto        | 500 000* | [ 37 ] |
| Sprzedaż oparta wyłącznie na certyfikacji |              |          |        |

### Reedycja (2002)
| Kraj       | Lista               | Pozycja |
| ---------- | ------------------- | ------- |
| Belgia     | Ultratip (Flandria) | 15      |
| Niemcy     | Top 100 Singles     | 28      |
| Holandia   | Single Top 100      | 82      |
| Szwajcaria | Singles Top 75      | 77      |

## Wersje innych wykonawców
Punkrockowy zespół Goldfinger nagrał cover tej piosenki, który stał się największym hitem zespołu. Covery tej piosenki wykonywały także inne zespoły i soliści, m.in.: 7 Seconds, Desolation Yes, Five Iron Frenzy, Angry Salad, Reel Big Fish, Draco and the Malfoys, The Sugarcubes, Udo Lindenberg, Kylie Minogue (2015) i Aleksandra Szwed (2016).

## Nawiązania do utworu
Utwór pojawił się w wielu filmach (m.in. Watchmen, Atomic Blonde, Zabijanie na śniadanie), serialach telewizyjnych i grze komputerowej Grand Theft Auto: Vice City.